# Zainal Abidin (zapaśnik)
Zainal Abidin (ur. 28 sierpnia 1997) – indonezyjski zapaśnik walczący w stylu wolnym. Zajął piętnaste miejsce na mistrzostwach Azji w 2025. Srebrny medalista igrzysk Azji Południowo-Wschodniej w 2023. Brązowy medalista mistrzostw Azji Południowo-Wschodniej w 2022 roku. 